# Edwin James George Pitman
Edwin James George Pitman (* 29. Oktober 1897 in Melbourne; † 21. Juli 1993) war ein australischer Mathematiker, der einen wesentlichen Beitrag zur Entwicklung der Statistik und Wahrscheinlichkeitstheorie im 20. Jahrhundert leistete. Insbesondere ist er bekannt als Erfinder des Pitman-Permutationstests, des "Pitman Closeness Criterion" sowie der asymptotischen relativen Effizienz von statistischen Tests.

## Leben und Werk
Pitman wurde am 29. Oktober 1897 in Melbourne geboren und besuchte die University of Melbourne, genauer das Ormond College, das er mit großem Erfolg abschloss. Im Jahr 1926 wurde er Professor für Mathematik an der University of Tasmania, eine Position, die er bis zu seiner Pensionierung 1962 innehatte.
Er war Gründungsmitglied und zweiter Präsident der Australian Mathematical Society. Des Weiteren war er aktiv in der Statistical Society of Australia, welche im Jahr 1978 die Pitman-Medaille im zu Ehren benannte.
Seine Arbeit zum Pitmanschen Maß der Nähe (oder Pitman-Nähe) über die Exponentialfamilien von Wahrscheinlichkeitsverteilungen wurde seit den 1980ern von C. R. Rao, Pranab K. Sen und anderen erforscht.
Das Pitman-Koopman-Darmois-Theorem besagt, dass nur Wahrscheinlichkeitsverteilungen von Exponentialverteilungen eine suffiziente Statistik liefern, deren Dimension bei wachsender Stichprobengröße beschränkt bleibt.

## Trivia
- Für die „Summe der Abweichungsquadrate“ erfand Pitman den Begriff squariance und für den Logarithmus der „Likelihood-Funktion“ (kurz: Log-Likelihood-Funktion) empfahl er die Bezeichnung loglihood. Allerdings setzten sich beide Bezeichnungen nicht durch.

## Werke (Auswahl)
- Sufficient statistics and intrinsic accuracy: Proc. Camb. Phil. Soc. Band 32, 1936, S. 567–579.
- The "closest" estimates of statistical parameters. Proc. Cambridge Phil. Soc. Band 33, 1937, S. 212–222.
- Significance tests which may be applied to samples from any populations. Suppl.J .R. Statist. Soc. Band 4, 1937, S. 119–130.
- Significance tests which may be applied to samples from any populations. II. The correlation coefficient test. Suppl. J. R. Statist. Soc. Band 4, 1937, S. 225–232.
- Significance tests which may be applied to samples from any populations. III. The analysis of variance test. Biometrika 29, 1938, S. 322–335.
- The estimation of the location and scale parameters of a continuous population of any given form: Biometrika 30, 1939, S. 391–421.
- Tests of hypotheses concerning location and scale parameters. Biometrika 31, 1939, S. 200–215.
- Statistics and science. J. Amer. Statist. Assoc. Band 25, 1957, S. 322–330.
- Some remarks on statistical inference. Proc. Int. Res. Seminar, Berkeley (Bernoulli–Bayes–Laplace Anniversary Volume), (1965), 209–216. New York: Springer-Verlag.

## Autobiografie
Pitman lieferte ein Kapitel "Reminiscences of a mathematician  who strayed into statistics" (Erinnerungen eines Mathematikers, der sich in der Statistik verirrt hat), zum Buch von
- Joseph M. Gani (Hrsg.): The Making of Statisticians. Springer-Verlag, New York 1982, ISBN 0-387-90684-3.